# The Futureheads
The Futureheads is een Britse rockband uit Sunderland. De groep werd opgericht in 2000 en bestaat uit zanger Barry Hyde, zijn broer en drummer Dave Hyde, gitarist Ross Millard en bassist David "Jaff" Craig.
De band werd in 2004 bekend in de indie-scene met het debuutalbum The Futureheads. Daarop stond de Kate Bush-cover "Hounds of Love", die de achtste plaats bereikte in de Britse Singles Chart. Twee jaar later volgde het album News and Tributes, gevolgd door de meest recente plaat This Is Not the World die nummer één werd in de UK Indie Chart. In 2010 verschijnt het vierde album The Chaos.

## Biografie

### 2000 - 2004: Oprichting en debuutalbum
The Futureheads werd in 2000 opgericht in de garage van Barry Hyde, in Sunderland. Behalve Barry bestond de band uit David "Jaff" Craig, Ross Millard en drummer Peter Brewis. De band begon met het oefenen en spelen van optredens in hun eigen stad. Als oefenruimte beschikten ze over een zaal in de Sunderland City Detached Youth Project. Barry Hyde was daar werknemer en ontmoette zo Millard en Brewis. Het album Hit To Death In The Future Head van The Flaming Lips diende als inspiratie voor de bandnaam. Na een aantal optredens nam de band hun eerste demo tape op. Als reden waarom Barry Hyde muziek begon te maken vertelde hij: "Allereerst als reactie op de stad waar we leven. Daarnaast zijn wij begonnen tijdens 'the dying days of Britpop'. Wij wilden iets heel anders gaan doen: korte, hectische muziek waarbij alles mag. Geen regeltjes dus. Veel bands vinden dat bepaalde akkoorden elkaar horen op te volgen. Wij niet."
In 2001 verliet Brewis ook de band. Hij werd vervangen door Dave Hyde, het jongere broertje van Barry. Brewis zou later de band Field Music vormen. Dat jaar had The Futureheads al hun eerste optredens op het Europese vasteland. Bij terugkomst werden een 7-inch single en 2 ep's voor platenmaatschappij Fantastic Plastic opgenomen. Op deze uitgaven stonden de nummers "1,2,3 - Nul" en "First Day". Via hun live shows verdiende de band uiteindelijk een platencontract bij 679 Recordings.
In 2003 stond de band voor het eerst op London Calling. De band toerde met The Rapture en volgde die optredens met het uitbrengen van het debuutalbum The Futureheads op 28 juni. Ook was de band het voorprogramma van Franz Ferdinand en The Zutons. The Futureheads ging mee met Franz Ferdinand naar de Verenigde Staten, waar ze behalve het voorprogramma ook eigen optredens in Los Angeles en New York deden. Twee maanden later keerde de band terug naar de Verenigde Staten om een volwaardige toer te spelen, gevolgd door een reeks Engelse optredens.

### 2005 - 2008:News and TributesenThis Is Not the World

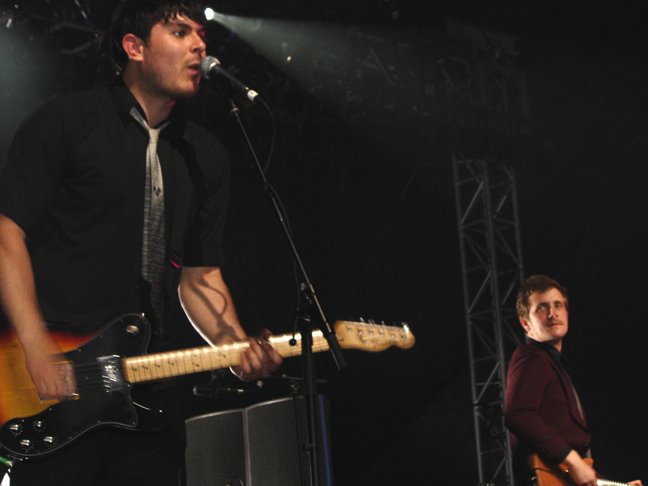
Ross Millard en Barry Hyde in 2005.

In 2005 begon de band met het schrijven van nieuwe nummers; "Area" was een van de eerste. Een bijzonder optreden volgde in mei, waar de band in het Stadium of Light tijdens de rust van de voetbalwedstrijd Sunderland - Stoke City op de middenstip een concert gaven voor 48.000 mensen. Dat jaar speelde de band ook enkele zomerfestivals, zoals Lowlands en Reading en Leads Festivals. Na die optredens gingen de bandleden de studio's in om te beginnen aan het tweede album. Ter voorbereiding speelde de band als voorprogramma van Foo Fighters en brachten ze op 28 november de Area EP uit, met naast de titeltrack ook "Help Us Out" en "We Cannot Lose". Deze nummers werden opgenomen in september; de opnamen voor de overige nummers van het tweede album met producer Ben Hiller begon in november. Het album werd afgerond in februari. Op 22 mei werd het album News and Tributes uitgebracht, begeleid door eerste single "Skip To The End". News and Tributes behaalde de elfde plaats in de Britse albumlijst. Het album werd opgevolgd door een wereldwijde toer.
In 2006 brak de band met platenmaatschappij 679 Records. The Futureheads waren moe van alle bureaucratische processen, volgens Barry Hyde: "Ik ben nu heel gelukkig om eerlijk te zijn, het voelt alsof we vrij zijn. Als een band waren we niet blij bij [679 Records]. Het is goed dat we niet steeds vastgepind worden op zaken. Dat zorgt voor een sterke positie voor ons, omdat wij een band zijn die mensen leuk vinden." In februari 2007 richtte Ross Millard met zijn vrienden Paul Reed en Nick Jackson Nul Records op, een platenmaatschappij die muziek van The Futureheads uit ging brengen. Millard: "Na zoveel jaren in een band te hebben gezeten, snap je een beetje hoe de muziekindustrie in elkaar zit. Er zit in Noord-Engeland veel potentie, maar mensen zijn naïef - we proberen gewoon jongere bands te helpen."
De rest van 2007 besteedde de band aan het schrijven en opnemen van nieuwe nummers. Deze werden in de zomer binnen drie weken opgenomen met producer Youth in zijn studio in Andalusië. Eind 2007 werden van het nieuwe album alvast twee nummers vrijgegeven en werden er ook optredens in Londen en Sunderland gegeven. Het album werd in drie weken opgenomen en afgerond in november. This Is Not the World werd op 26 mei 2008 uitgebracht. Om het album te begeleiden werd de single "Radio Heart" uitgebracht. Het was de tweede single na "The Beginning of the Twist", dat in februari uit kwam. De rest van 2008 spendeerde de band aan het toeren door het Verenigd Koninkrijk en Europa.

### 2009-heden:The Chaos
In april 2010 verschijnt het vierde studioalbum The Chaos. De nieuwe nummers werden samen met David Brewis van Field Music en producer Youth opgenomen. De eerste single werd "Heartbeat Song".

## Muziekstijl en invloeden

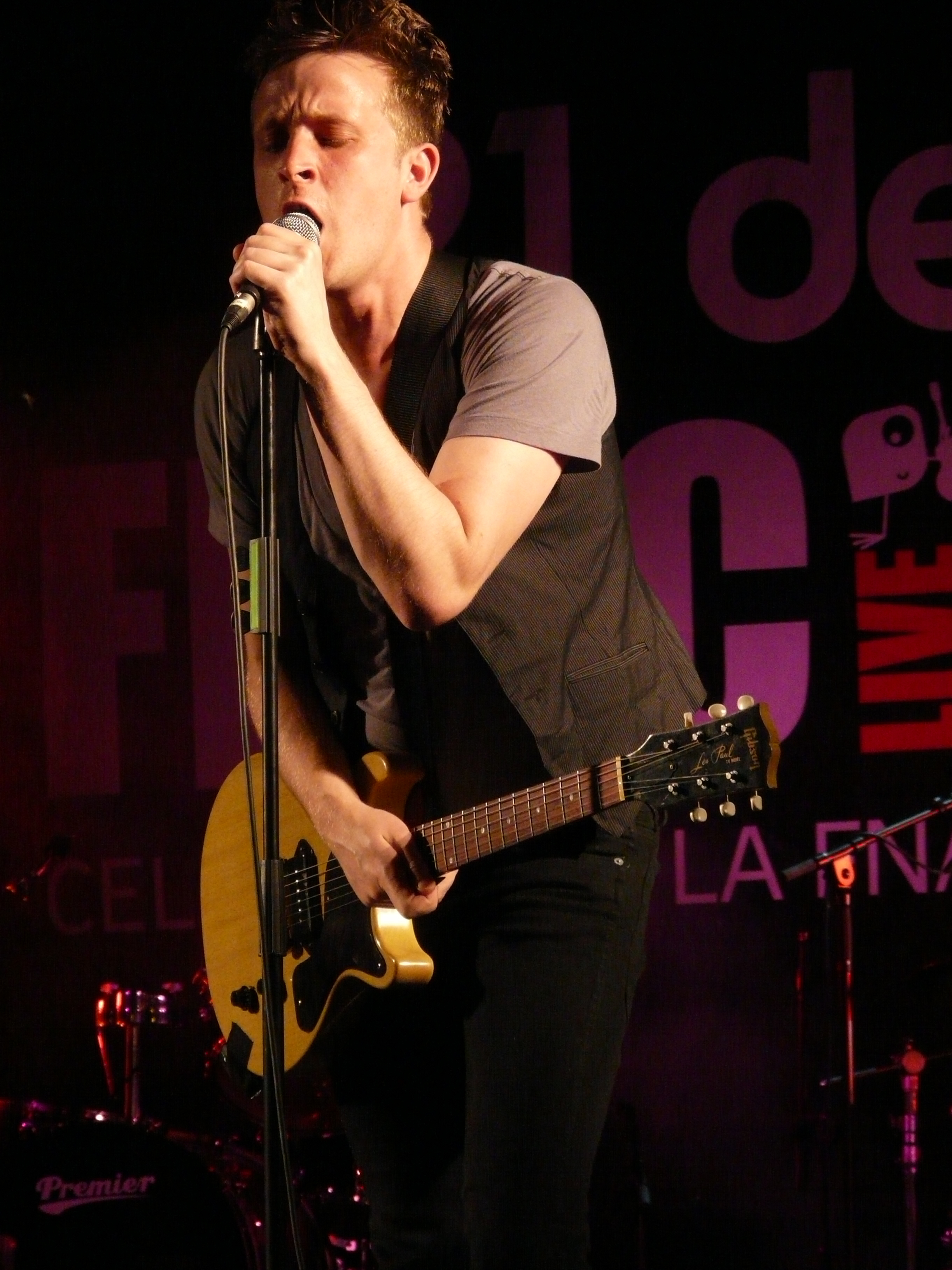
Barry Hyde tijdens een optreden in Madrid in 2008.

The Futureheads kregen bekendheid in de tijd dat ook vergelijkbare bands als Franz Ferdinand, Maxïmo Park en Bloc Party succes kregen. Hierdoor werd de band weleens het 'kleine broertje' van Franz Ferdinand genoemd. Barry Hyde noemt het: "Punkmuziek, maar dan met een intelligente toevoeging die mensen aan het denken zet of op het verkeerde been zet. Poppy en toegankelijk, maar met toegevoegde elementen, uit alle muzikale hoeken. Zoals Wire en Gang Of Four." Ook noemt hij zijn muziek "kort, slecht gemanierd, dwangmatig en obsessief. Zeg maar de muzikale variant van George Costanza van Seinfeld." 3voor12 omschrijft The Futureheads als "hectische artrock met af en toe een noise-uitbarsting die de meters van de mengtafel in het rood jaagt." De band bevat daarnaast invloeden uit de hardcore zoals Fugazi. Ook hecht de band waarde aan dansbare ritmes.
Naast Barry Hyde verzorgen ook de andere drie bandleden (achtergrond-)vocalen. Barry Hyde probeert zijn Noord-Engelse accent niet te verbergen: "We zingen in ons eigen Sunderlandse accent, dat is best bijzonder. De meeste bands uit onze regio nemen een ander accent aan, vaak Noord-Amerikaans, maar wij vinden dat we trots mogen zijn op ons eigen taaltje. Ook al is het een van de lelijkst klinkende dialecten van het land."
De vier bandleden hadden bij het ontstaan van de band allemaal een voorliefde voor de new wave van eind jaren 70 en begin jaren 80. Bands die daarbij van invloed waren, waren onder andere Buzzcocks, Wire, The Slits, XTC en Devo. Barry Hyde: "Mijn broer [Dave] en ik hebben een hele vrije opvoeding gehad. Onze ouders deelden al heel vroeg hun muziek met ons. Ik herinner mij dat de Cocteau Twins veel gedraaid werden en in een van hun liedjes zat een dreigende drumpartij. Dave was nog een baby en begon meteen in zijn wieg te schudden als hij dat nummer hoorde. Verder luisterden we veel reggae, Beatles en underground pop. Echt beïnvloed zijn wij niet door bepaalde bands. We zijn ons alleen bewust van het feit dat je moet waarderen dat er goede muziek is." Op de MySpace van The Futureheads noemt de band ook "Shellac, Queen, Kate Bush, John Cale, The Minutemen, The Band, Velvet Underground, Chet Baker, Will Oldham, Captain Beefheart, Bruce Springsteen en Tom Waits... eigenlijk iedereen met een degelijk verhaal."

## Discografie

### Albums

#### Studioalbums
- 2004 • The Futureheads
- 2006 • News and Tributes
- 2008 • This Is Not the World
- 2010 • The Chaos

#### Ep's
- 2002 • Nul Book Standard
- 2003 • 1-2-3-Nul!
- 2005 • Area

### Singles
- 2004 - "First Day"
- 2004 - "Decent Days and Nights"
- 2004 - "Meantime"
- 2005 - "Hounds of Love"
- 2005 - "Area"
- 2006 - "Skip to the End"
- 2006 - "Worry About It Later"
- 2008 - "The Beginning of the Twist"
- 2008 - "Radio Heart"
- 2008 - "Walking Backwards"
- 2010 - "Heartbeat Song"